# علي أباد (تشنارود)
علي أباد (بالإنجليزية: Aliabad, Chenarud)‏ هي قرية تقع في أصفهان في إيران. يقدر عدد سكانها بـ 92 نسمة .